# Peter Flinth
Peter Flinth, né le 7 novembre 1964 à Copenhague, est un réalisateur danois.

## Biographie
Peter Flinth est né le 7 novembre 1964 à Copenhague au Danemark. Il est admis à l' École nationale de cinéma du Danemark.

## Filmographie

### Réalisateur

#### Cinéma
- 1997 : Eye of the Eagle (en)
- 1999 : The Other Side
- 2001 : Olsen Banden Junior
- 2004 : The Fakir (da)
- 2007 : Arn, chevalier du Temple (Arn, Tempelriddaren)
- 2008 : Arn, le royaume au bout du chemin (Arn: Riket vid vägens slut)
- 2009 : The Wild Swans
- 2012 : Nobels testamente
- 2014 : Beatles
- 2022 : Perdus dans l'Arctique (Against the Ice)

#### Courts-métrages
- 1993 : Den sidste færge

#### Télévision
Séries télévisées
- 2000 : Rejseholdet (en)
- 2005 : Wallander : Enquêtes criminelles
- 2010 : Arn

## Crédit d'auteurs
- (en) Cet article est partiellement ou en totalité issu de l’article de Wikipédia en anglais intitulé « Peter Flinth » (voir la liste des auteurs).